# Jean-Marc Bernard

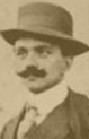
Jean-Marc Bernard

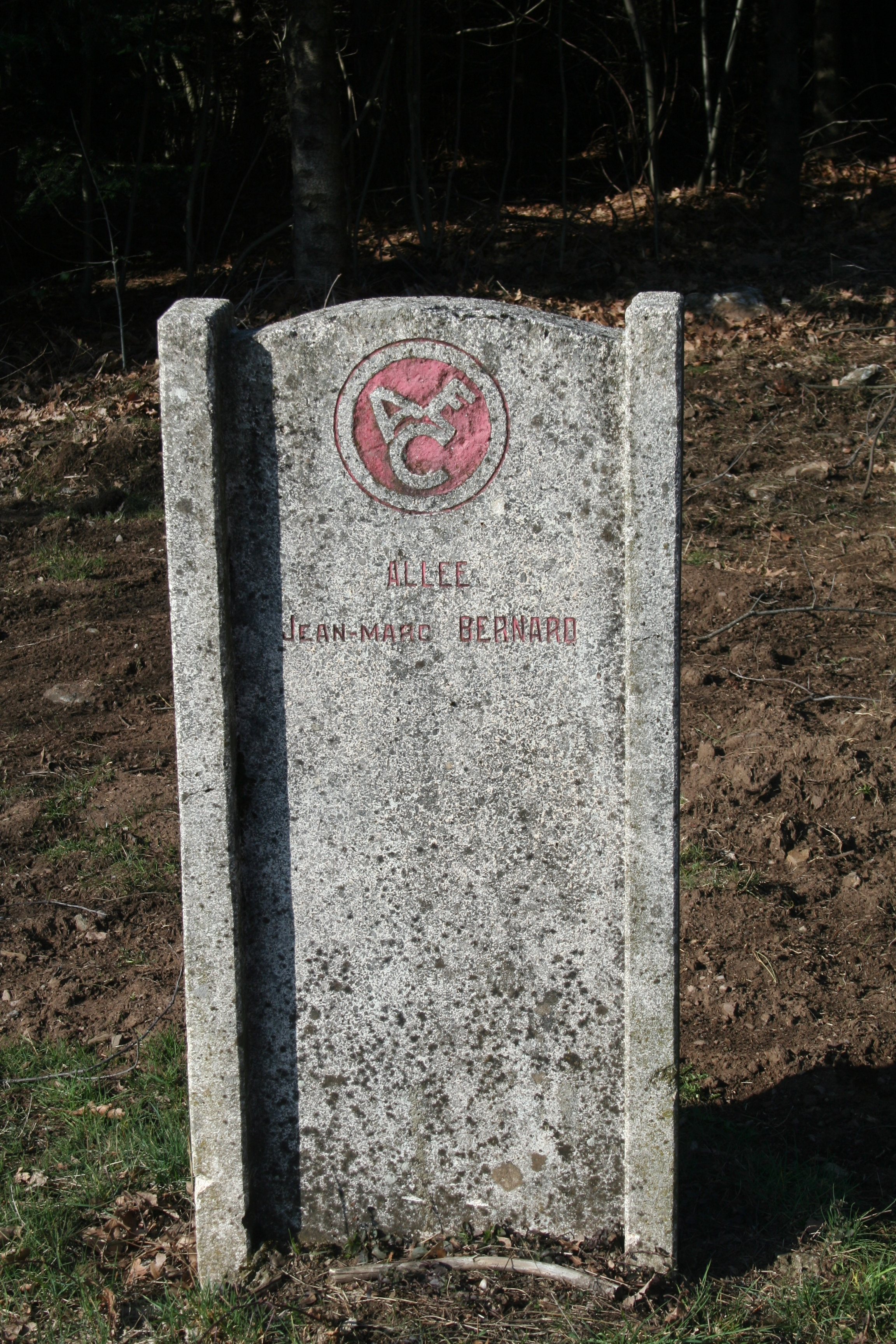
Stele in der Forêt des écrivains combattants

Jean-Marc Bernard (* 4. Dezember 1881 in Valence; † 9. Juli 1915 in Souchez) war ein französischer Dichter.  

## Leben
Jean-Marc Bernard wuchs im Département Drôme auf und ließ sich nach Reisen mit seinen Eltern und zwei in England und Deutschland verbrachten Jahren 1909 in Saint-Rambert-d’Albon nieder. Der in Valence getroffene Dichter Louis Le Cardonnel bestärkte ihn in seiner dichterischen Berufung. In Paris gehörte er zur École fantaisiste um Francis Carco und Tristan Derème. Unter dem Einfluss von Raoul Monier (1879–1916) wurde er Anhänger von Charles Maurras und gründete 1909 die militante Literaturzeitschrift Les Guêpes (bis 1912). Er fiel an der Front des Ersten Weltkriegs im Alter von 33 Jahren.

## Werke
- (Hrsg.) Pages politiques des poètes français. 1912.
- (Hrsg.) Charles d’Orléans: Rondeaux choisis. Introduction et glossaire. Sansot, Paris 1913.
- François Villon (1431–1463). Sa vie, son œuvre. Larousse, Paris 1918, 1922
- Oeuvre de Jean Marc Bernard. 2 Bde. Le Divan, Paris 1923.
  - 1. Sub tegmine fagi. Premiers poèmes. Vers inédits. La Vallée du Rhône. Suivies des Reliquae de Raoul Monier
  - 2. Petits gentiers de la poésie française. Symbolisme et classicisme. Études et portraits